# Сражение при Куклиш
Сражението при Куклиш е битка от 4 февруари 1904 година между четници от Вътрешната македоно-одринска революционна организация и османски войски в село Куклиш.

## История
На 4 февруари 1904 година четата на Кръстьо Новоселски е разкрита от османски части. Четата му е открита и обсадена в селото. Мобилизирана е селската милиция под командването на Георги Митушев, която се присъединява към нелегалните четници. Помощ идва и отвън – селската милиция на Съчево, начело с Атанас Пецев, както и милицията на други села. Сражението продължава един ден и една нощ, като накрая общ удар с бомби на куклишката милиция отвътре и четите от други села отвън успява да разкъса османската блокада. Загиват 48 милиционери, а Куклиш е изгорено. От османска страна жертвите са 60 – 70.
Други известни участници в сражението са Илия Костов, Милчо Дървошанов и Кольо Донев от Куклиш, Илия Бачев и Тимо Иляшев от Попчево, Глигор Кабранов от Струмица и Ангел Темелков от Съчево.